# Lago Rotorangi
O Lago Rotorangi é o maior lago da região de Taranaki, na Ilha Norte da Nova Zelândia. O reservatório foi criado em 1984 pelo represamento do Rio Patea.